# Léo Ortiz
Leonardo "Léo" Rech Ortiz (* 3. Januar 1996 in Porto Alegre) ist ein brasilianischer Fußballspieler. Der Innenverteidiger steht aktuell beim CR Flamengo unter Vertrag.

## Karriere

### Verein
Im Jahr 2017 aus der Jugend gekommen, begann Léo Ortiz seine Karriere bei seinem Heimatverein SC Internacional. Am 25. Februar gab er beim 1:0-Sieg gegen Grêmio Esportivo Brasil sein Profidebüt. Am 6. März 2017 verlängerte er seinen Vertrag bis Dezember 2019.
Insgesamt absolvierte Ortz in seiner ersten Spielzeit 13 Ligaspiele für Internacional, bevor er im Dezember 2017 für ein Jahr an den Erstligisten Sport Recife ausgeliehen wurde und am 15. April erstmals im brasilianischen Oberhaus auflief.
Nach nur wenigen Einsätzen und einer weiteren Leihe zu Red Bull Brasil wechselte er im April 2019 zu Red Bull Bragantino und unterzeichnete einen Vertrag bis Dezember 2020. Am 13. März verlängerte Ortiz, welcher mittlerweile das Kapitänsamt bei Bragantino übernommen hatte, seinen Vertrag bis Dezember 2024.
Anfang März 2024 wechselte er ligaintern zum CR Flamengo.

### Nationalmannschaft
Im Juni 2021 wurde Ortiz inmitten der in Brasilien stattfindenden Copa América 2021 für den verletzten Felipe in die Seleção nachnominiert, kam jedoch zu keinem Einsatz. Ab März 2022 war er zudem Teil der brasilianischen Vorauswahl für die im Dezember stattfindende Fußball-Weltmeisterschaft in Katar.
Am 20. März 2025 erhielt Ortiz seinen ersten Einsatz für die Seleção. Im Zuge der WM-Qualifikation 2026 wurde er im Spiel gegen Kolumbien in der Nachspielzeit für Vinícius Júnior eingewechselt.

## Erfolge
Internacional
- Recopa Gaúcha: 2017

Red Bull Brasil
- Campeão do Interior: 2019

Red Bull Bragantino
- Meister Série B: 2019
- Campeão do Interior: 2020

Flamengo
- Copa do Brasil: 2024
- Supercopa do Brasil: 2025
- Taça Guanabara: 2025
- Staatsmeisterschaft von Rio de Janeiro: 2025

## Auszeichnungen
- Bola de Prata (Mannschaft der Série A): 2021[11]